# زي ستوديو
زي ستوديو (بالإنجليزية: Zee Studio)‏ كانت قناة تلفزيونية هندية ناطقة باللغة الإنجليزية تعرض أفلام هوليوود. وكانت جزءًا من شبكة زي الأوسع.

## تاريخ
تم إطلاق القناة في 15 مارس 2000 باسم زي موفيز. في أكتوبر 2000، دخلت زي في مشروع مشترك مع إم جي إم وتم تغيير اسم القناة باسم زي إم جي إم. بعد أن تم شراء إم جي إم من قبل سوني، تم تغيير اسم القناة إلى منطقة أفلام زي (زمز) في 1 أكتوبر 2004. في 28 مارس 2005 ، كجزء من تجديد شبكة زي، تم تغيير اسمها إلى استوديو زي. أنوراغ بيدي هو رئيس الأعمال من زي ستوديو جنبا إلى جنب مع غيرها من القنوات المتخصصة جزء من باقة زي. تم إطلاق نظيرتها عالية الدقة في 15 أغسطس 2011.